# Gli extraterrestri torneranno (film)
Gli extraterrestri torneranno (Erinnerungen an die Zukunft) è un film del 1970 diretto da Harald Reinl. Il film è basato sul libro omonimo dello scrittore tedesco Erich von Däniken.

## Trama
Nel documentario, che pretende di essere scientificamente esigente, Erik von Däniken esplora la questione dell'esistenza di forme di vita extraterrestre con le quali in passato il nostro mondo abbia avuto dei contatti, lasciando qualche segno per i posteri. Il film trasporta lo spettatore in un viaggio verso vari edifici ed opere d'arte antiche in tutto il mondo (tra le più note le piramidi d'Egitto, le pitture su pietra del Sahara, le sculture in pietra dell'Isola di Pasqua, le piramidi azteche dell'America centrale e meridionale, la piana di Nazca).
Secondo le osservazioni di von Däniken nessun uomo del passato, con le tecnologie della propria epoca, avrebbe potuto realizzare in autonomia i vari oggetti, manufatti o monumenti proposti nel documentario, e quindi tali realizzazioni sono state possibili unicamente grazie ad aiuti "esterni" che disponevano evidentemente di tecnologie più avanzate.

## Produzione
Il film è basato sugli studi del saggista svizzero Erich von Däniken che nel 1969 aveva pubblicato il libro Gli extraterrestri torneranno basato sulla "teoria degli antichi astronauti", ipotesi pseudoscientifica che vorrebbe la Terra visitata in passato da extraterrestri. Nel volume viene riportata una serie di casistiche, racconti, oggetti e manufatti che l'autore attribuisce a visitatori extraterrestri.

## Colonna sonora
La colonna sonora riscosse una certa notorietà. Venne composta dal musicista tedesco Peter Thomas, già autore della colonna sonora del telefilm di fantascienza cult Le fantastiche avventure dell'astronave Orion (Raumpatrouille - Die phantastischen Abenteuer des Raumschiffs Orion). Venne eseguita dalla Peter-Thomas-Sound-Orchester e pubblicata dall'etichetta discografica Polydor in formato LP nel 1970 e ristampata in Stereo8 nel 1974 e CD nel 1998.

## Distribuzione
Il film venne distribuito nei paesi anglofoni con il titolo Chariot of the Gods. In Italia venne distribuito con il titolo Gli extraterrestri torneranno.
In home video il film è stato distribuito dalla Avo Film in VHS con il sottotitolo Viaggio nel mistero.

## Accoglienza
Il film fu oggetto di molte critiche provenienti soprattutto dagli ambienti scientifici, ma riscosse anche un grande successo da parte del pubblico e venne candidato all'Oscar come miglior documentario, senza però vincere alcun premio.
Il film ebbe notevole fortuna nel campo cinematografico americano e anglofono e nell'ambito russo per la partecipazione dello scrittore Aleksandr Kazancev, particolarmente popolare nell'ex Unione Sovietica.

### Critica
All'uscita del film, l'Evangelischer Film-Beobachter ha affermato che "L'illustrazione cinematografica è stata fatta senza alcuna interpretazione particolare, lasciando l'opinione finale allo spettatore. Un diario di viaggio che stimolerà la discussione sull'argomento, una gioia soprattutto per i fan della fantascienza." Sulla stessa onda anche il Lexikon des internationalen Films, che del film scrive: "Discutibile non solo dal ragionamento pseudo-scientifico, ma anche dal tentativo di manipolazione dello spettatore."

## Riconoscimenti
- 1971 - Premio Oscar
  - Candidatura come Miglior documentario